# Isothea
Isothea — рід грибів родини Phyllachoraceae. Назва вперше опублікована 1849 року.